# Área 407
Área 407 (Tape 407 en V.O.) es una película estadounidense de terror de 2012 filmado al estilo metraje encontrado. 
El film está escrito por Robert Shepyer y dirigido por Dale Fabrigar junto a Everette Wallin.

## Argumento
Tras pasar las navidades en Nueva York, Trish y Jessie (Abigail Schrader y Samantha Lester) embarcan en un vuelo que les lleve a casa, pero unas fuertes turbulencias causan que el avión se estrelle en una zona desconocida en mitad de la noche.
Los supervivientes del vuelo descubren que se encuentran en una zona secreta del Gobierno al mismo tiempo que empiezan a ser acechados por depredadores.

## Reparto
- Abigail Schrader es Trish.
- Samantha Lester es Jessie.
- James Lyons es Jimmy.
- Melanie Lyons es Laura.
- Brendan Patrick Coonor es Charlie.
- Ken Garcia es Tom.
- Samantha Sloyan es Lois.
- Everette Wallin es Marshall
- Savannah Ward  es Mujer de Tom.
- Michelle Welk es Operador de base aérea.

## Recepción
La película obtuvo críticas negativas por parte de la crítica. La website Rotten Tomatoes puntuó al film con un 15% de nota. About Horror.com calificó la película con un suspenso al otorgarle 1.5 sobre cinco estrellas y el crítico comentó que se trataba de una producción de bajo coste que pretendía seguir los pasos de The Blair Witch Project, pero que sin embargo no es más que otra "aberración palomitera". También hizo hincapié en el argumento, el cual según sus palabras "no ayudaron en mejorar la película".